# La Roche-Morey
La Roche-Morey ist eine Gemeinde im französischen Département Haute-Saône in der Region Bourgogne-Franche-Comté.

## Geographie
La Roche-Morey liegt auf einer Höhe von 275 m über dem Meeresspiegel, zwölf Kilometer südlich von Vitrey-sur-Mance und etwa 33 Kilometer westnordwestlich der Stadt Vesoul (Luftlinie). Das Dorf erstreckt sich im Westen des Départements, auf dem Plateau nordwestlich des Saônetals, am Ostfuß der Montagne de la Roche im Quellgebiet der Bonde.
Die Fläche des 29,39 km² großen Gemeindegebiets umfasst einen Abschnitt im Bereich des Plateaus nördlich des Saônetals. Der zentrale Teil des Gebietes wird vom Becken der Bonde eingenommen, das durchschnittlich auf 260 m liegt. Das Becken weist einen Durchmesser von rund drei Kilometern auf und wird überwiegend landwirtschaftlich genutzt. Hier treten Sedimentschichten der Lias zutage. Die Bonde sorgt für die Entwässerung nach Süden über den Vannon zur Saône. 
Flankiert wird das Becken im Westen vom Höhenzug der Montagne de la Roche. Dieser erstreckt sich über eine Länge von sechs Kilometern in Nord-Süd-Richtung. Er besteht aus Kalkstein der mittleren Jurazeit. Mit 447 m wird oberhalb von Morey die höchste Erhebung von La Roche-Morey erreicht. Den nördlichen Abschluss des Höhenzugs bildet der Pain de Beurre (426 m). Nach Süden senkt sich die Höhe über den Haut du Cros (403 m) zum Bois des Essarts (340 m) ab. 
Die östliche Abgrenzung des Beckens bilden die Waldhöhen von Gros Bois (312 m) und Grand Bois (306 m). Weiter nach Südosten erstreckt sich das Gemeindeareal in die Talmulden des Ruisseau des Rondeys, der zum Einzugsgebiet der Gourgeonne gehört. In geologischer Hinsicht ist dieser Abschnitt aus kalkigen und sandig-mergeligen Sedimenten der oberen Jurazeit aufgebaut.
Die Gemeinde La Roche-Morey besteht aus folgenden Ortsteilen:
- Morey (275 m) am Ostfuß der Montagne de la Roche
- Saint-Julien (305 m) am unteren Osthang der Montagne de la Roche
- Suaucourt (282 m) am Ostfuß der Montagne de la Roche
- Pisseloup (238 m) im Tal der Bonde
- Betoncourt-les-Ménétriers (250 m) östlich der Höhen des Grand Bois

Nachbargemeinden von La Roche-Morey sind Molay und Malvillers im Norden, Lavigney, Cornot und Vauconcourt-Nervezain im Osten, Fleurey-lès-Lavoncourt, Villers-Vaudey und Francourt im Süden sowie Fouvent-Saint-Andoche und Bourguignon-lès-Morey im Westen.

## Geschichte
Das Gemeindegebiet von La Roche-Morey war schon sehr früh besiedelt. Ein prähistorischer Siedlungsplatz befand sich nördlich von Morey. Aus der gallorömischen Zeit wurden Fundamente mehrerer Häuser und Überreste eines römischen Verkehrsweges entdeckt. 
Im Mittelalter gehörten die Dörfer zur Freigrafschaft Burgund und darin zum Gebiet des Bailliage d’Amont. Die lokale Herrschaft über Morey, Saint-Julien und Suaucourt hatten seit dem 12. Jahrhundert die Herren von Fouvent inne, später ihre Nachfolger, die Familie Vergy. Das Lehen Morey ging 1215 an die Grafen von Bar. Morey bildete einen kleinen Burgflecken und gehörte lange Zeit zu den wichtigsten Ortschaften der Region. Die Ortschaft Saint-Julien wird im Jahr 1232 erstmals urkundlich erwähnt. Die Dörfer wurden mehrfach von Kriegen in Mitleidenschaft gezogen. 1569 wurde Suaucourt von den Truppen des Herzogs von Zweibrücken geplündert und gebrandschatzt. Während des Dreißigjährigen Krieges wurden Morey und Saint-Julien zerstört. Im Jahr 1657 wurde in Morey ein Benediktinerkloster gegründet, das nach der Französischen Revolution an den Staat überging. Zusammen mit der Franche-Comté gelangten die Dörfer mit dem Frieden von Nimwegen 1678 definitiv an Frankreich. Die Herrschaft Suaucourt wurde 1714 und die Herrschaft Morey 1750 zum Marquisat erhoben.
Im Anschluss an die Französische Revolution wurde Morey 1793 Hauptort des gleichnamigen Kantons, der 1801 in den Kanton Vitrey eingegliedert wurde. 1972 fusionierten Morey, Betoncourt-les-Ménétriers (1968: 83 Einwohner), Saint-Julien (1968: 58 Einwohner) und Suaucourt-et-Pisseloup (1968: 63 Einwohner; Suaucourt und Pisseloup bildeten seit 1808 eine Doppelgemeinde) zur Gemeinde La Roche-Morey. Heute ist La Roche-Morey Mitglied des 10 Ortschaften umfassenden Gemeindeverbandes Communauté de communes des Belles Fontaines.

## Sehenswürdigkeiten
Die Kirche von Morey wurde im 18. Jahrhundert neu erbaut. Sie besitzt eine reiche Innenausstattung, darunter ein Taufbecken (16. Jahrhundert) sowie Mobiliar, Gemälde und Statuen aus dem 18. Jahrhundert. Aus dem 17. Jahrhundert stammen die Gebäude des ehemaligen Klosters, die heute als Monument historique klassiert sind. Ebenfalls aus dieser Zeit sind das Schloss und das Pastoralgebäude (Aumônerie dite de Longeville) erhalten. Vom ehemaligen Herrschaftssitz sind nur noch wenige Überreste sichtbar. Der alte Ortskern von Morey ist geprägt durch zahlreiche Häuser aus dem 16. bis 18. Jahrhundert, die den traditionellen Stil der Haute-Saône zeigen.
Die Kirche von Saint-Julien wurde 1704 errichtet und beherbergt ebenfalls eine bemerkenswerte Innenausstattung. Nahebei steht ein Calvaire aus dem 18. Jahrhundert. In Suaucourt befinden sich eine Kirche aus dem 18. Jahrhundert sowie das Schloss (17. Jahrhundert), das heute als Landwirtschaftsgebäude genutzt wird. 
In Betoncourt-les-Ménétriers zählt die Kirche, die Elemente aus verschiedenen Stilepochen zeigt, zu den Sehenswürdigkeiten. Den ältesten Teil bildet der spitzbogenförmige Altarraum aus dem 13. Jahrhundert; eine Seitenkapelle stammt aus dem 16. Jahrhundert, während das Schiff und die Fassade im 18. Jahrhundert umgestaltet wurden. Die Kirche besitzt Mobiliar aus dem 18. Jahrhundert und verschiedene Grabplatten. Das Herrschaftshaus von Betoncourt wurde im 16. Jahrhundert erbaut.

## Bevölkerung
| Jahr                       | 1962 | 1968 | 1975 | 1982 | 1990 | 1999 | 2006 |
| Einwohner                  | 510  | 462  | 383  | 315  | 297  | 330  | 294  |
| Quellen: Cassini und INSEE |      |      |      |      |      |      |      |

Mit 297 Einwohnern (1. Januar 2022) gehört La Roche-Morey zu den kleinen Gemeinden des Département Haute-Saône. Nachdem die Einwohnerzahl in der ersten Hälfte des 20. Jahrhunderts deutlich abgenommen hatte (1881 wurden auf dem heutigen Gemeindegebiet noch 1426 Personen gezählt), wurden seit Beginn der 1980er Jahre nur noch geringe Schwankungen verzeichnet.

## Wirtschaft und Infrastruktur
La Roche-Morey war lange Zeit ein vorwiegend durch die Landwirtschaft (Ackerbau, Obstbau und Viehzucht) geprägtes Dorf. Heute gibt es einige Betriebe des lokalen Kleingewerbes, vor allem in den Branchen Holzverarbeitung und Feinmechanik. In den letzten Jahrzehnten hat sich das Dorf zu einer Wohngemeinde gewandelt. Viele Erwerbstätige sind deshalb Wegpendler, die in den größeren Ortschaften der Umgebung ihrer Arbeit nachgehen.
Die Höhe der Montagne de la Roche ist ein beliebter Aussichtspunkt mit einem Turm und verschiedenen Freizeitanlagen.
Die Ortschaft liegt abseits der größeren Durchgangsachsen an einer Departementsstraße, die von Vitrey-sur-Mance nach Membrey führt. Weitere Straßenverbindungen bestehen mit Bourguignon-lès-Morey, Malvillers, Cornot, Vauconcourt und Villers-Vaudey.